# Ленинский (Кораблинский район)
Ле́нинский — деревня в Кораблинском районе Рязанской области России, входит в Пустотинское сельское поселение.

## Название
Назван в честь Владимира Ильича Ленина.

## География
Ленинский находится в северо-восточной части Кораблинского района.
Ближайший населённый пункт — село Пустотино (примыкает с севера).

## Население
| 2010 |
| ---- |
| 82   |

## Инфраструктура
Уличная сеть
- Садовая улица
- Новая улица

Связь
В селе действует сельское отделение почтовой связи по улице Садовой. Индекс 391234.